# ボヤン・クライツァ

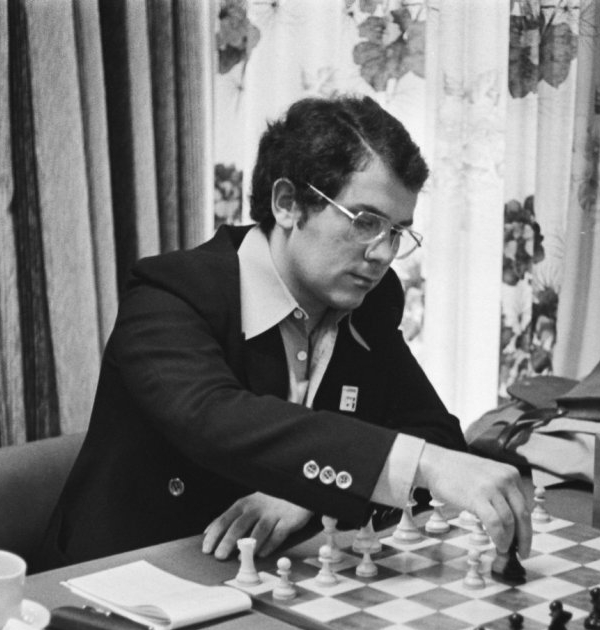
ボヤン・クライツァ (1977)

ボヤン・クライツァ（クロアチア語: Bojan Kurajica、1947年11月15日 - ）は、クロアチアとボスニア・ヘルツェゴビナ（旧 ユーゴスラビア）のチェスグランドマスター。
リュブリャナ生まれのスプリト育ち。1965年に世界ジュニア選手権で優勝し、国際マスターになった。1966年にザグレブに移り、1972年にザグレブ大学哲学部を卒業、1974年にグランドマスターとなった。1976年のウェイク・アーン・ゼーチェス大会で好成績を記録。1979年にチェスクラブのŠKボスナからオファーを受けサラエボに移るまで、ザグレブでプレイした。チェス・オリンピアードには1980年のバレッタ大会と84年のテッサロニキ大会にユーゴスラビア代表として出場、うちバレッタ大会では団体で銅メダルを獲得した。
ユーゴスラビア崩壊後はボスニア・ヘルツェゴビナ代表として1992年から06年の計8回オリンピアードに出場、うち94年のモスクワ大会では団体で銀メダルを獲得した。2005年12月にはソリンの第13回ソリナ・トーナメントで優勝。同年、国際チェス連盟（FIDE）トレーナーのタイトルを授かった。2006年現在、サラエボとスペインのサンタ・クルス・デ・テネリフェに居を構えている。
2010年5月現在のFIDEによるイロレーティングは2548。